# Академическая улица (Казань)
Академическая улица (тат. Академия урамы, Akademiä uramı) — небольшая улица в Вахитовском районе Казани. Название дано по историческому району Академическая слобода.

## География
Пересекается со следующими  улицами:
- Улица Вишневского
- улица Зинина

Ближайшие параллельные улицы: Николая Ершова и Лейтенанта Шмидта. Ближайшая станция метро — «Суконная слобода». Улица имеет по одной полосе движения в каждом направлении.

## История
Возникла не позднее 2-й половины XIX века. До революции 1917 года имела название Поперечно-Академическая улица относились к 3-й полицейской части.
В 1914 году постановлением Казанской городской думы была переименована в Аксаковскую улицу, но фактически это название не использовалось. Современное название было присвоено 2 ноября 1927 года.
На 1939 год на улице имелось около 20 домовладений: №№ 1/9–15/6 по нечётной стороне и №№ 2/11–22/2 по чётной.
В первые годы советской власти административно относилась к 3-й части города; после введения в городе административных районов относилась к Бауманскому (до 1935), Молотовскому (с 1957 года Советскому, 1935–1973) и Вахитовскому (с 1973 года) районам.

## Объекты, расположенные на улице
- №2 – редакции СМИ «Республика Татарстан», «Ватаным Татарстан» и «Реальное время».[21]